# Vinckenbosch

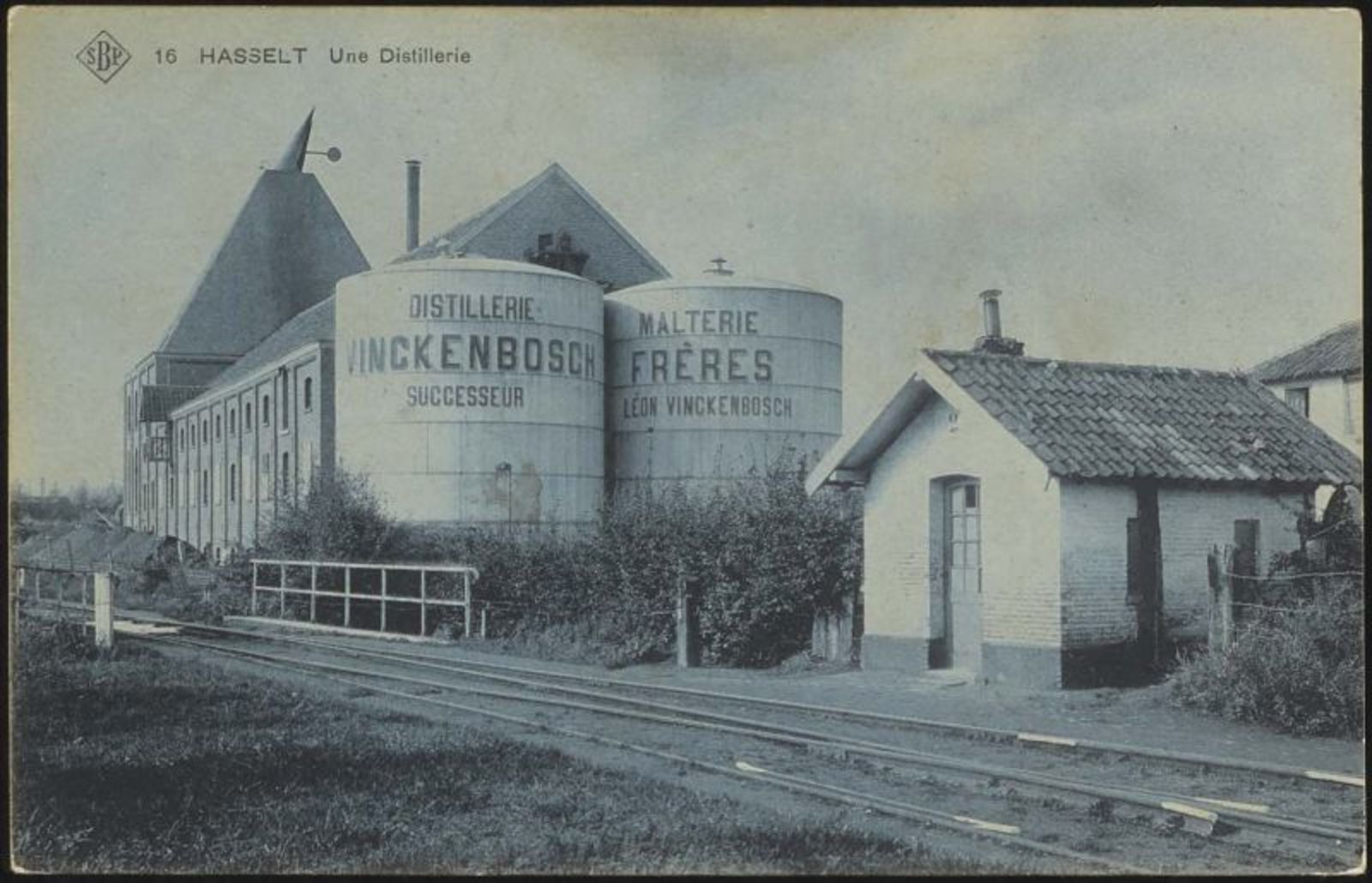
Postkaart van stokerij Vinckenbosch aan de Kanaalkom in Hasselt, ca. 1905-1910

Stokerij Vinckenbosch, gevestigd in de Demerstraat, in de Raamstraat en aan de Kanaalkom in Hasselt is een historische distilleerderij die zijn oorsprong vindt in de invloedrijke familie Vinckenbosch. Onder leiding van Henry Vinckenbosch, de pater familias, verwierf de familie een prominente positie in het Hasseltse stokersmilieu.

## Geschiedenis[1]

### Henry Vinckenbosch en Het Groot Fortuyn
In 1793 verwierf Henry Vinckenbosch het huis 'Het Groot Fortuyn' aan de Demerstraat in Hasselt. Zijn zoon, Jan Antoon Vinckenbosch, nam de leiding over de stokerij in de periode 1847-1898. Onder zijn beheer werd 'Het Groot Fortuyn' uitgebreid, ook het aangrenzende huis 'De Roosemarynboom' (Botermarkt 26) werd samengevoegd met de stokerij. Deze uitbreiding strekte zich uit van de Demerstraat tot de Raamstraat, waar de stallen waren gevestigd. De Raamstraat herbergt restanten van de stallen die toebehoorden aan stokerij Vinckenbosch. Deze structuur, een tastbare erfenis van de stokerij, getuigt van de omvang en het belang van het bedrijf in Hasselt.

### Gistfabriek en azijnfabriek: Léon Vinckenbosch of La Fortune
Jan Antoon en zijn zoon Maria Léon Leopold Vinckenbosch diversifieerden het bedrijf door de oprichting van een gistfabriek en azijnfabriek, die opereerden onder de naam Léon Vinckenbosch of La Fortune.

### Uitbreiding naar Kanaalkom
Omstreeks de eeuwwisseling verwierf de familie Vinckenbosch een stokerij en mouterij aan de Kanaalkom. Rond 1911 nam achterkleinzoon A.F. Léon Vinckenbosch de leiding van het bedrijf over. In 1913 wordt de stokerij en aanhoren aan de Kanaalkom gekocht door Eugénie Fryns-Mariette in naam van stokerij G. Fryns et Cie voor 80.000 frank met het idee om in hetzelfde gebouw een stokerij en een likeurfabriek te starten.

## Familieleden en betrokkenheid
Naast Jan Antoon en zijn zoon en achterkleinzoon waren andere leden van de familie actief in het stokersmilieu. De familie Vinckenbosch en aanverwanten bezaten in de periode 1855-1900 vier stokerijen in Hasselt en omgeving. Jan Frans J. Vinckenbosch, schepen van de stad en had een stokerij op de Oude Kuringerbaan in Hasselt. Zijn broer Jacob Vinckenbosch, juwelier, bezat ook de oude stokerij van Engelbertus Meugens in de Paardsdemerstraat. Hun schoonbroer Florent Joseph Platel bezat daarnaast nog een stokerij in de Blindemurenstraat. Aan de Molenpoort in Hasselt was van 1896 tot in de jaren 1930 de stokerij Veuve A. Vinckenbosch & Cie, ook gekend als de Distillerie Limbourgeoise. Hoe de familiale link is, is niet duidelijk.